# Boldogkőújfalu
Boldogkőújfalu este un sat în districtul Gönc, județul Borsod-Abaúj-Zemplén, Ungaria, având o populație de 579 de locuitori (2011). 

## Demografie
Componența etnică a satului Boldogkőújfalu
     Maghiari (69,06%)
     Romi (30,94%)
Componența confesională a satului Boldogkőújfalu
     Romano-catolici (72,19%)
     Greco-catolici (5,53%)
     Reformați (5,18%)
     Fără religie (2,94%)
     Necunoscută (14,16%)
Conform recensământului din 2011, satul Boldogkőújfalu avea 579 de locuitori. Din punct de vedere etnic, majoritatea locuitorilor (69,06%) erau maghiari, cu o minoritate de romi (30,94%).  Din punct de vedere confesional, majoritatea locuitorilor (72,19%) erau romano-catolici, existând și minorități de greco-catolici (5,53%), reformați (5,18%) și persoane fără religie (2,94%). Pentru 14,16% din locuitori nu este cunoscută apartenența confesională.